# Clubiona aspidiphora
Clubiona aspidiphora är en spindelart som beskrevs av Simon 1910. Clubiona aspidiphora ingår i släktet Clubiona och familjen säckspindlar.
Artens utbredningsområde är Namibia. Inga underarter finns listade i Catalogue of Life.